# جون ريتشاردسون (لاعب كرة قدم أمريكية)
جون ريتشاردسون (بالإنجليزية: John Richardson)‏ هو لاعب كرة قدم أمريكية أمريكي، ولد في 25 مايو 1945 في منيابولس في الولايات المتحدة.

## وصلات خارجية
- جون ريتشاردسون على موقع مرجع كرة القدم المحترفة.كوم (الإنجليزية)